# شهرستان کریتاک (کارولینای شمالی)
شهرستان کریتاک (به انگلیسی: Currituck County, North Carolina) یک سکونتگاه مسکونی در ایالات متحده آمریکا است که در کارولینای شمالی واقع شده‌است.

## خصوصیات
شهرستان کریتاک ۱٬۳۶۲٫۳۴ کیلومترمربع مساحت دارد.